# Кончевський Аркадій Карлович
Аркадій Карлович Кончевський (22 липня 1883, Тираспольський повіт, Херсонська губернія — 1969) — російський і радянський співак, ліричний баритон, письменник, музикознавець, етнограф і педагог.

## Життєпис
Народився 22 липня 1883 року в сім'ї службовця в Тираспольському повіті Херсонської губернії. Закінчив Київський політехнічний інститут, отримавши диплом агронома.
Співу навчався у Московській консерваторії у класі Умберто Мазетті. Займався також на курсах у Миколи Званцева. Вокальні партії: Веденеційський гість, Грязний, Мізгір («Снігуронька»), Онєгін, Єлецький; Фігаро («Севільський цирульник» Дж. Россіні), Валентин, Жермон, Ріголетто, Тоніо.
Після з 1917 року першим почав систематично збирати, записувати та досліджувати у Криму матеріал з пісенної народної творчості кримських татар, караїмів, кримчаків та інших народів Криму. У 1923 році на студії Держпроспостач НКП в Москві записав платівку № 1025 з турецькими, татарськими та єврейськими піснями у власному виконанні. 1925 року Музичний сектор Держвидаву випустив збірки Кончевського: «Пісні Криму» та «Пісні Сходу», що вийшли як праці Державного інституту музичних наук, де Кончевський працював науковим співробітником. Аркадій Кончевський якось справедливо зауважив, що народних співаків Криму, зберігачів і носіїв старої пісні, народних музикантів [вже до 1920 років] залишилося вкрай мало: «Помруть вони і понесуть із собою назавжди й залишки матеріалів з народної творчості, які слугували б цінним внеском у загальносвітову культуру». Робота А. Кончевського, на тему «Історія Криму за його піснями», була премійована науковим відділом Головнауки.
Після переїзду з Москви з квітня 1931 по серпень 1935 працював доцентом Державного педагогічного інституту у Фергані. За перетворення собору у Фергані на краєзнавчий музей у 1933 році Кончевський був нагороджений почесною грамотою від Союзу безбожників.
З вересня 1935 по липень 1937 року Кончевський працював педагогом співу та завідувачем навчальної частини Музичного технікуму в Ашхабаді, Туркменська РСР. За педагогічну роботу з учнями-туркменами Кончевський 1936 року отримав почесну грамоту. З вересня 1937 по липень 1938 року Кончевський працював педагогом співу та завідувачем навчальної частини Музичного училища в Ленінабаді, Таджицька РСР. З серпня 1938 по серпень 1944 року Кончевський був педагогом співу та завідувачем вокального відділення Музичного училища в Саратові.
У 1939 році Кончевський вступив до Спілки художників. У Саратовському державному художньому музеї представлено його картину «Дворик сліпих у Коканді».
Помер 1969 року.